# Préceptorerie des Antonins
Le préceptorerie des Antonins est un monument historique situé à Issenheim, dans le département français du Haut-Rhin.

## Localisation
Ce bâtiment est situé au 53, rue de Guebwiller à Issenheim.

## Historique
L'édifice fait l'objet d'une inscription au titre des monuments historiques depuis 1988.
L'édifice fait l'objet d'un classement au titre des monuments historiques depuis 1994.